# 洛韋布魯瓦島

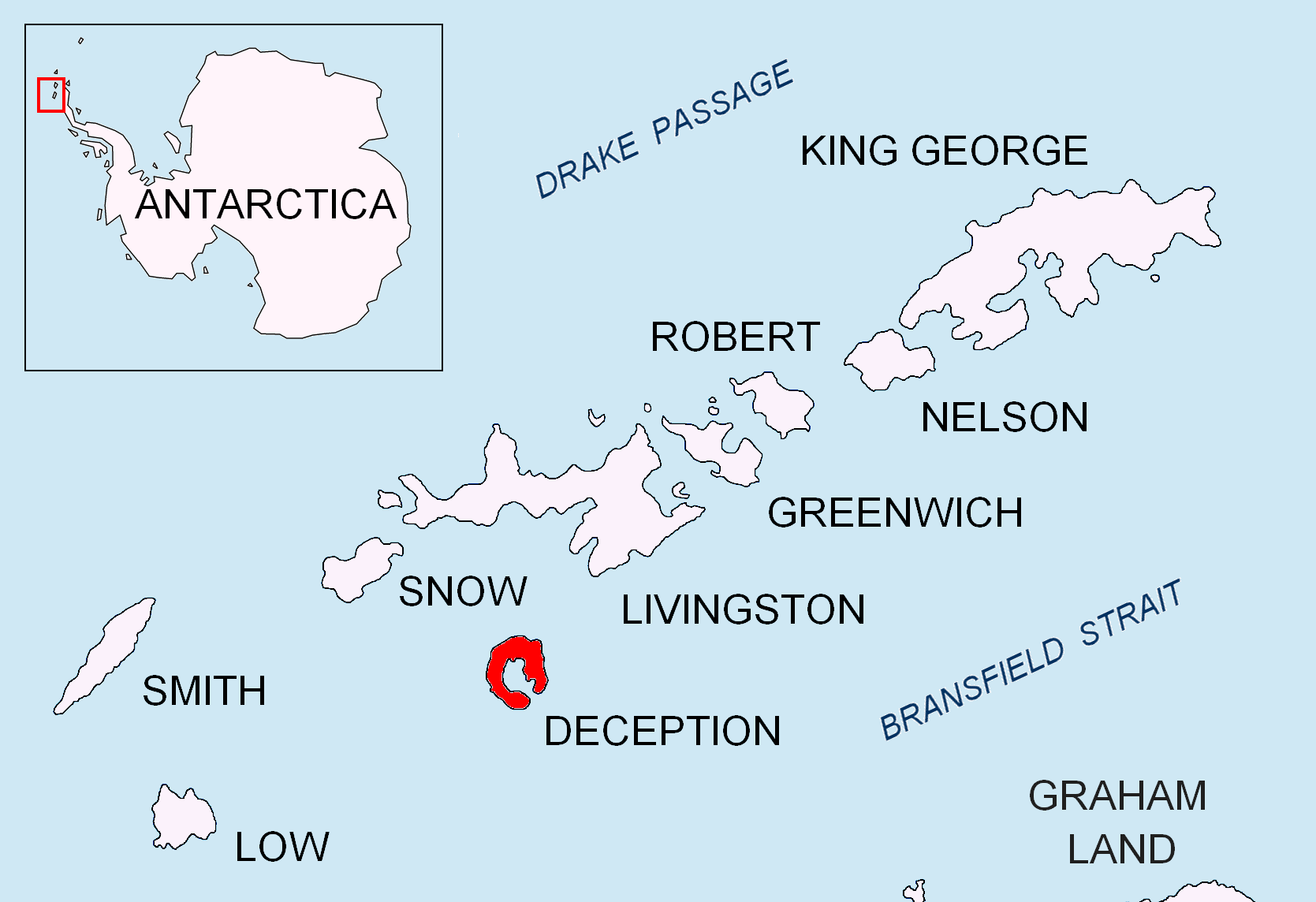

洛韋布魯瓦島（英語：Låvebrua Island），是南極洲的島嶼，位於南設得蘭群島的欺骗岛，處於南角以東1.3公里，最高點海拔高度95米，由英國探險隊繪入地圖，現時由南極條約體系管理。